# Seksuelt misbrug af børn
Seksuelt misbrug af børn er defineret som et seksuelt misbrug af et barn under den seksuelle lavalder, hvor ordet misbrug underforstået antyder et uligeværdigt forhold, hvor barnet lider overlast.
Seksuelt misbrug af børn er forbudt i de vestlige samfund og er ofte forbundet med voldsomme følelsesreaktioner i medier og hos forældre. Seksuelt misbrug af børn er relateret til pædofili, men er ikke det samme, da ikke alle pædofile forgriber sig på børn og da ikke alle seksuelle overgreb på børn, bliver begået af pædofile. Desuden kan seksuelt misbrug forekomme, når børn forgriber sig på andre børn.